# Commande Exécuter
La commande Exécuter ou fenêtre Exécuter parfois outil Exécuter (Run en anglais) est un programme informatique qui permet à ces utilisateurs de faire interpréter rapidement, en ligne de commande, différents ordres qui sont rattachés aux systèmes d'exploitation Microsoft Windows. C'est l'objet informatique FileRun qui est intégré à l'explorateur de fichier de ces systèmes[réf. nécessaire] et qui se présente sous la forme d'une boîte de dialogue proposant une unique ligne d'invite de commande.

## Utilisation
On accède à la fenêtre exécuter à l'aide d'un raccourci du Menu démarrer (combinaison de touches Windows + R) ou dans le menu Fichier du gestionnaire des tâches Windows.

### Avec l'interpréteur Cmd
Lorsque la commande exécutée est utilisée avec des commandes qui sont redirigées vers l'interpréteur de commandes Cmd, on peut utiliser le commutateur /K pour empêcher la fermeture automatique de la fenêtres de commande.
Exemple:
```
CMD /K DIR

```

Affiche le contenu du répertoire courant dans la fenêtre de l'interface en ligne de commande de l'interpréteur Cmd.